# Alajeró
Alajeró es un municipio español perteneciente a la isla de La Gomera, en la provincia de Santa Cruz de Tenerife, comunidad autónoma de Canarias. En él se encuentra el Aeropuerto de La Gomera.

## Toponimia
El nombre del municipio proviene de su capital administrativa, siendo de procedencia aborigen gomera. Ha sido traducido por algunos investigadores como 'barrillar'.

## Símbolos

### Escudo
El escudo heráldico municipal fue aprobado por el pleno del Ayuntamiento de Alajeró en sesión del 15 de noviembre de 2002, siendo su descripción la que sigue: «En campo de oro, un drago de sinople sobre ondas de azur y plata Escudo timbrado con una corona real de oro».

### Bandera
La bandera del municipio fue igualmente aprobada por el referido Pleno de noviembre de 2002, siendo un «paño rectangular, de proporción 2:3, dividido verticalmente en tres franjas, la del centro, de color amarillo, del doble de anchura de las de extremos, azul y verde respectivamente. Lleva sobrepuesto al centro el escudo del Ayuntamiento».

## Geografía
Tiene una extensión de 49,43 km² y su altitud es de 810 metros sobre el nivel del mar. Su longitud de costa es de 14,05 km.[cita requerida]

### Orografía
El municipio cuenta con varias playas, sobresaliendo la playa de Santiago, además de las de Erese, La Cantera y La Negra.

### Hidrografía
El barranco de Santiago separa al municipio de San Sebastián de La Gomera, y desemboca en Playa de Santiago, pueblo pesquero que se ha convertido en uno de los puntos de desarrollo turístico de la isla.

### Clima
| Parámetros climáticos promedio de Alajeró (1991-2021) | Parámetros climáticos promedio de Alajeró (1991-2021) | Parámetros climáticos promedio de Alajeró (1991-2021) | Parámetros climáticos promedio de Alajeró (1991-2021) | Parámetros climáticos promedio de Alajeró (1991-2021) | Parámetros climáticos promedio de Alajeró (1991-2021) | Parámetros climáticos promedio de Alajeró (1991-2021) | Parámetros climáticos promedio de Alajeró (1991-2021) | Parámetros climáticos promedio de Alajeró (1991-2021) | Parámetros climáticos promedio de Alajeró (1991-2021) | Parámetros climáticos promedio de Alajeró (1991-2021) | Parámetros climáticos promedio de Alajeró (1991-2021) | Parámetros climáticos promedio de Alajeró (1991-2021) | Parámetros climáticos promedio de Alajeró (1991-2021) |
| Mes                                                   | Ene.                                                  | Feb.                                                  | Mar.                                                  | Abr.                                                  | May.                                                  | Jun.                                                  | Jul.                                                  | Ago.                                                  | Sep.                                                  | Oct.                                                  | Nov.                                                  | Dic.                                                  | Anual                                                 |
| ----------------------------------------------------- | ----------------------------------------------------- | ----------------------------------------------------- | ----------------------------------------------------- | ----------------------------------------------------- | ----------------------------------------------------- | ----------------------------------------------------- | ----------------------------------------------------- | ----------------------------------------------------- | ----------------------------------------------------- | ----------------------------------------------------- | ----------------------------------------------------- | ----------------------------------------------------- | ----------------------------------------------------- |
| Temp. máx. media (°C)                                 | 17.6                                                  | 17.4                                                  | 18.1                                                  | 18.7                                                  | 19.9                                                  | 21.8                                                  | 23.4                                                  | 24.2                                                  | 23.7                                                  | 22.4                                                  | 20.3                                                  | 18.7                                                  | 20.5                                                  |
| Temp. media (°C)                                      | 16.5                                                  | 16.2                                                  | 16.9                                                  | 17.4                                                  | 18.7                                                  | 20.6                                                  | 22.2                                                  | 23                                                    | 22.6                                                  | 21.3                                                  | 19.2                                                  | 17.6                                                  | 19.4                                                  |
| Temp. mín. media (°C)                                 | 15.2                                                  | 15                                                    | 15.6                                                  | 16.2                                                  | 17.6                                                  | 19.5                                                  | 21.2                                                  | 22                                                    | 21.5                                                  | 20.1                                                  | 18.1                                                  | 16.4                                                  | 18.2                                                  |
| Precipitación total (mm)                              | 16                                                    | 16                                                    | 14                                                    | 8                                                     | 2                                                     | 0                                                     | 0                                                     | 0                                                     | 5                                                     | 16                                                    | 17                                                    | 32                                                    | 126                                                   |
| Fuente: Climate-data.org                              |                                                       |                                                       |                                                       |                                                       |                                                       |                                                       |                                                       |                                                       |                                                       |                                                       |                                                       |                                                       |                                                       |

### Espacios protegidos
Los acantilados de Alajeró constituyen un sitio de interés científico, donde habitan especies endémicas amenazadas y protegidas. El águila pescadora tiene aquí una zona de nidificación. Al sur de estos acantilados se encuentra el monumento natural de La Caldera, exponente del vulcanismo más reciente de La Gomera. También en los términos de este municipio se encuentra el paisaje protegido de Orone. Asimismo, Alajeró cuenta con parte del parque nacional de Garajonay.

## Demografía
Alajeró cuenta con una población de 2071 habitantes (INE 2024).
| Gráfica de evolución demográfica de Alajeró entre 1842 y 2021                                                       |
| |
| Población de derecho según los censos de población del INE Población de hecho según los censos de población del INE |

| Entidad singular                 | Habitantes |
| -------------------------------- | ---------- |
| Alajeró                          | 552        |
| Almácigos                        | 3          |
| Antoncojo                        | 85         |
| Arguayoda                        | 34         |
| Barranco de Santiago o Guarimiar | 43         |
| Imada                            | 133        |
| Playa de Santiago                | 1151       |
| Quise                            | 10         |
| Targa                            | 55         |
| Total                            | 1954       |

## Administración y política

### Gobierno municipal
Actualmente el municipio está gobernado por el PSOE, con Manuel Plasencia Barroso a la cabeza desde 2011.
El Ayuntamiento se compone de 11 concejales. En la siguiente tabla se muestran los resultados de las elecciones municipales desde 2007 hasta 2023.
| Partido político | Partido político                         | 2007   | 2011   | 2015   | 2019   | 2023   |
| Partido político | Partido político                         | Ediles | Ediles | Ediles | Ediles | Ediles |
|                  | Partido Socialista Obrero Español (PSOE) | 8      | 6      | 6      | 6      | 6      |
|                  | Agrupación Socialista Gomera (ASG)       | —      | —      | 1      | 5      | 5      |
|                  | Coalición Canaria (CC)                   | 3      | 1      | 1      | 0      | —      |
|                  | Partido Popular (PP)                     | 0      | 4      | 1      | 0      | 0      |
|                  | Centro Canario Nacionalista (CCN)        | 0      | —      | —      | —      | —      |

### Organización territorial
El término municipal se encuentra dividido en nueve entidades de población:
| Denominación                     | Superficie |
| -------------------------------- | ---------- |
| Alajeró                          | - km²      |
| Almácigos                        | - km²      |
| Antoncojo                        | - km²      |
| Arguayoda                        | - km²      |
| Barranco de Santiago o Guarimiar | - km²      |
| Imada                            | - km²      |
| Playa de Santiago                | - km²      |
| Quise                            | - km²      |
| Targa                            | - km²      |
| Total                            | 49,42 km²  |

## Cultura

### Patrimonio
Algunos edificios a destacar son la iglesia de El Salvador del siglo XVI, y la ermita de Nuestra Señora la Virgen de El Paso.

### Fiestas
A mediados de septiembre se celebran las fiestas patronales en honor a la Virgen de El Paso, teniendo lugar las procesiones de bajada el 14 y la de subida el 15 acompañadas de manifestaciones del folclore gomero.